# Pou
Pou是由Paul Salame開發的一款手機虚拟宠物遊戲，遊戲中含有收費內容。
遊戲中設有一個外星人角色，類似於三角形的一坨屎（英文：pile of poo）。在遊戲中的角色可以餵養、清潔、運動，並進入睡眠狀態。遊戲中有內部的小遊戲，並賺取硬幣可以解鎖成就、購買服裝、裝飾品，以及遊戲環境的改動、小寵物。也可以與其他的Pou通過訪問其他朋友時，連接在互聯網上進行多人遊戲。遊戲中有用戶帳戶，以保存和備份遊戲進度的狀態，如果該設備被清除。遊戲進度可以通過登錄用戶的賬戶繼續遊戲進度。
用戶也可以從一個設備註銷Pou，並跨平台登錄到另一個設備，但兩個設備之間的程序版本必須相同。